# يان روبنسون (شاعر)
يان روبنسون (بالإنجليزية: Ian Robinson)‏ هو شاعر بريطاني، ولد في 1 يوليو 1934، وتوفي في 20 أبريل 2004.